# Гринченко, Тамара Алексеевна
Гринченко Тамара Алексеевна  (укр. Тамара Олексіївна Грінченко, род. 23 февраля 1938 года, c. Кочубеев, Чемеровецком район, Хмельницкая область, УССР, СССР — советский и украинский ведущий научный сотрудник в области информационных технологий, доктор физико-математических наук (теоретические основы информатики), член ассоциации компьютеризации образования (США), лауреат премии имени В. М. Глушкова.

## Трудовая биография
Окончила в 1959 году Киевский ордена Ленина государственный университет имени Т. Г. Шевченко.
В 1960-х снялась в любительском фильме «Любовь и дружба в каменном веке» — «любительском фильме-шутке, снятом сотрудниками киевского Института кибернетики в 1960-х годах».
В 1956—1986 годах — работала в киевском Институте кибернетики АН УССР (ведущий конструктор — 1969—1971, главный конструктор — 1971—1986).
Кандидат физико-математических наук (1968), специальность «Теоретические основы информатики и кибернетики»
Принимала участие в разработке первых персональных компьютеров «МИР» (машина инженерных расчетов).
В восьмидесятые годы XX века руководила проектом создания первой на Украине гипертекстовой системы
С 1986 года работала в Киевском Институте прикладной информатики.
В 1994 году защитила докторскую диссертацию по специальности «Технические основы информатики».
С 2003 года — ведущий научный сотрудник Института телекоммуникаций и глобального информационного пространства НАН Украины.
С 2008 года — старший научный сотрудник.

## Семья
Муж — Виктор Тимофеевич Гринченко (c 1994 г.), советский и украинский учёный в области акустики и механики жидкостей, академик Национальной академии наук Украины (1995), заслуженный деятель науки и техники Украины, лауреат Государственной премии УССР в области науки и техники (1989).

## Публикации
- Гринченко Тамара Алексеевна. Вопросы выполнения аналитических преобразований на вычислительных машинах: Автореферат дис. на соискание ученой степени кандидата физико-математических наук. (009) / АН УССР. Ин-т кибернетики. — Киев : [б. и.], 1968. — 19 с.[6]
- В. Гринченко, Т. Гринченко: «Википедия» как элемент культуры информационного общества/ ISSN 03726436. Вестник НАН Украины, 2010, № 10, страницы 54-63[7]
- «ІТ-проекции технологического развития Украины», Киев, Азимут-Украина. — 184 с. — 978-966-1541-24-4(укр. «ІТ-проекція технологічного розвитку України». Полумієнко Сергій, Рибаков Леонід, Грінченко Т.О., Довгий С. О., Київ, Азимут-Україна)
- Т. Гринченко: Методы и способы репрезентации и обработки символьной информации в интеллектуальных вычислительных системах, Киев, 1994[8]
- Гринченко Т. А., Погребинский С. Б., Клименко В. П.:Язык программирования ФОРТРАН-МИР. — Киев : Б. и., 1977. — 38 с.[9]
- Е. Л. Ющенко, Т. А. Гринченко: Программирующая программа с входным адресным языком для машины Урал-1 : справочник программиста /Наукова думка, 1964[10]
- В соавторстве: Программное обеспечение ЭВМ МИР-1 и МИР-2. Т. 3. К., 1976[4]
- В соавторстве: Гипертекст — новая информационная технология // КСА. 1992. № 5[4]
- В соавторстве: Машинный интеллект и новые информационные технологии. К., 1993 г.[4]
- В соавторстве: Принципы построения мультимедийных систем презентационного класса[4]

## Награды
1998 — Премия имени В. Глушкова НАН Украины